# Campionati europei di slittino 2022
I Campionati europei di slittino 2022 furono la cinquantatreesima edizione della rassegna continentale europea dello slittino, manifestazione organizzata dalla Federazione Internazionale Slittino. Si tennero il 22 e il 23 gennaio 2022 a Sankt Moritz, in Svizzera, sulla Olympia Bobrun St. Moritz–Celerina, la pista sulla quale si svolsero le competizioni del bob ai Giochi olimpici di Sankt Moritz 1928 e di Sankt Moritz 1948; furono disputate gare in quattro differenti specialità: nel singolo uomini, nel singolo donne, nel doppio e nella prova a squadre.
Anche questa edizione, come ormai da prassi iniziata nella rassegna di Paramonovo 2012, si svolse con la modalità della "gara nella gara" contestualmente alla nona ed ultima tappa della Coppa del Mondo 2021/22 premiando gli atleti europei meglio piazzati nelle suddette quattro discipline.
Vincitrice del medagliere fu la nazionale tedesca, che conquistò due titoli sui quattro in palio e quattro medaglie sulle dodici assegnate in totale: quelle d'oro furono ottenute da Natalie Geisenberger nell'individuale femminile e da Toni Eggert e Sascha Benecken nel doppio; nel singolo maschile il primo posto fu appannaggio dell'austriaco Wolfgang Kindl mentre nella prova a squadre la vittoria andò alla formazione lettone costituita da Elīna Ieva Vītola, Kristers Aparjods, Mārtiņš Bots e Roberts Plūme. Gli atleti che riuscirono a salire per due volte sul podio in questa rassegna continentale furono i tedeschi Natalie Geisenberger, Toni Eggert e Sascha Benecken e i lettoni Elīna Ieva Vītola, Kristers Aparjods, Mārtiņš Bots e Roberts Plūme.
Per la terza volta, all'interno della gara principale, furono assegnati anche i titoli europei under 23 nelle discipline del singolo e del doppio.

## Risultati

### Singolo donne
La gara fu disputata il 23 gennaio 2022 nell'arco di due manches e presero parte alla competizione 29 atlete, di cui 5 non superarono la Nations Cup -gara di qualificazione disputata il venerdì precedente-, in rappresentanza di 14 differenti nazioni. Campionessa uscente era la russa Tat'jana Ivanova, la quale concluse la prova al quinto posto, e il titolo fu conquistato dalla tedesca Natalie Geisenberger, al suo quinto oro continentale nel singolo dopo quelli vinti nel 2008, nel 2013, nel 2017 e nel 2019, davanti all'austriaca Madeleine Egle e alla lettone Elīna Ieva Vītola, entrambe alla loro prima medaglia continentale nella specialità.
La speciale classifica riservata alle atlete under 23 vide primeggiare la lettone Elīna Ieva Vītola sulla tedesca Anna Berreiter e l'italiana Verena Hofer, classificatesi rispettivamente terza, settima e nona nella gara senior.
| Pos. | Atlete               | Nazione  | Tempo    | Distacco |
| ---- | -------------------- | -------- | -------- | -------- |
|      | Natalie Geisenberger | Germania | 1'48"190 |          |
|      | Madeleine Egle       | Austria  | 1'48"345 | +0"155   |
|      | Elīna Ieva Vītola    | Lettonia | 1'48"456 | +0"266   |
| 4    | Julia Taubitz        | Germania | 1'48"514 | +0"324   |
| 5    | Tat'jana Ivanova     | Russia   | 1'48"853 | +0"663   |
| 6    | Elīza Tīruma         | Lettonia | 1'48"935 | +0"745   |
| 7    | Anna Berreiter       | Germania | 1'48"967 | +0"777   |
| 8    | Andrea Vötter        | Italia   | 1'49"089 | +0"899   |
| 9    | Verena Hofer         | Italia   | 1'49"111 | +0"921   |
| 10   | Sigita Bērziņa       | Lettonia | 1'49"141 | +0"951   |

### Singolo uomini
La gara fu disputata il 22 gennaio 2022 nell'arco di due manches e presero parte alla competizione 31 atleti, di cui 5 non superarono la Nations Cup -gara di qualificazione disputata il venerdì precedente-, in rappresentanza di 13 differenti nazioni; campione uscente era il tedesco Felix Loch, che concluse la prova al quarto posto, e il titolo fu conquistato dall'austriaco Wolfgang Kindl, al suo primo oro continentale nel singolo dopo i due podi ottenuti nel 2010 e nel 2017, davanti al lettone Kristers Aparjods, già medagliato europeo nella specialità nel 2019, ed al connazionale Nico Gleirscher, al suo primo podio continentale.
La speciale classifica riservata agli atleti under 23 vide primeggiare l'italiano Leon Felderer sul tedesco Max Langenhan ed il lettone Gints Bērziņš, classificatisi rispettivamente sesto, settimo e dodicesimo nella gara senior.
| Pos. | Atleti              | Nazione  | Tempo    | Distacco |
| ---- | ------------------- | -------- | -------- | -------- |
|      | Wolfgang Kindl      | Austria  | 2'10"246 |          |
|      | Kristers Aparjods   | Lettonia | 2'10"267 | +0"021   |
|      | Nico Gleirscher     | Austria  | 2'10"546 | +0"300   |
| 4    | Felix Loch          | Germania | 2'10"611 | +0"365   |
| 5    | Jonas Müller        | Austria  | 2'10"656 | +0"410   |
| 6    | Leon Felderer       | Italia   | 2'10"726 | +0"480   |
| 7    | Max Langenhan       | Germania | 2'10"956 | +0"710   |
| 8    | Dominik Fischnaller | Italia   | 2'10"971 | +0"725   |
| 9    | Roman Repilov       | Russia   | 2'11"024 | +0"778   |
| 10   | Kevin Fischnaller   | Italia   | 2'11"052 | +0"806   |

### Doppio
La gara fu disputata il 22 gennaio 2022 nell'arco di due manches e presero parte alla competizione 42 atleti in rappresentanza di 10 differenti nazioni; campioni uscenti erano i lettoni Andris e Juris Šics, che conclusero la prova al quinto posto, e il titolo fu conquistato dai tedeschi Toni Eggert e Sascha Benecken, al loro quarto oro continentale nel doppio dopo quelli vinti nel 2013, nel 2016 e nel 2018, davanti ai connazionali Tobias Wendl e Tobias Arlt, già campioni europei nella specialità nel 2015, nel 2017 e nel 2019, ed ai lettoni Mārtiņš Bots e Roberts Plūme, già medagliati continentali nel doppio nel 2021.
La speciale classifica riservata agli atleti under 23 vide primeggiare i lettoni Mārtiņš Bots e Roberts Plūme sugli austriaci Juri Gatt e Riccardo Schöpf e gli slovacchi Tomáš Vaverčák e Matej Zmij, classificatisi rispettivamente terzi, dodicesimi e quindicesimi nella gara senior.
| Pos. | Atleti                               | Nazione  | Tempo    | Distacco |
| ---- | ------------------------------------ | -------- | -------- | -------- |
|      | Toni Eggert Sascha Benecken          | Germania | 1'47"209 |          |
|      | Tobias Wendl Tobias Arlt             | Germania | 1'47"322 | +0"113   |
|      | Mārtiņš Bots Roberts Plūme           | Lettonia | 1'47"458 | +0"249   |
| 4    | Emanuel Rieder Simon Kainzwaldner    | Italia   | 1'47"489 | +0"280   |
| 5    | Andris Šics Juris Šics               | Lettonia | 1'47"526 | +0"317   |
| 6    | Thomas Steu Lorenz Koller            | Austria  | 1'47"556 | +0"347   |
| 7    | Ludwig Rieder Patrick Rastner        | Italia   | 1'47"617 | +0"408   |
| 8    | Andrej Bogdanov Jurij Prochorov      | Russia   | 1'47"693 | +0"484   |
| 9    | Ivan Nagler Fabian Malleier          | Italia   | 1'47"883 | +0"674   |
| 10   | Aleksandr Denis'ev Vladislav Antonov | Russia   | 1'47"913 | +0"704   |

### Gara a squadre
La gara fu disputata il 23 gennaio 2022 e ogni squadra nazionale prese parte alla competizione con un'unica formazione; nello specifico la prova vide la partenza di una "staffetta" composta da una singolarista donna, un singolarista uomo e da un doppio, che scesero lungo il tracciato consecutivamente senza interruzione dei tempi tra un componente e l'altro per ognuna delle 9 formazioni in gara; il tempo totale così ottenuto laureò campione la nazionale lettone di Elīna Ieva Vītola, Kristers Aparjods, Mārtiņš Bots e Roberts Plūme davanti alla squadra tedesca composta da Natalie Geisenberger, Johannes Ludwig, Toni Eggert e Sascha Benecken ed a quella russa formata da Tat'jana Ivanova, Roman Repilov, Andrej Bogdanov e Jurij Prochorov.
| Pos. | Nazione    | Atleti                                                                       | Tempo    | Distacco |
| ---- | ---------- | ---------------------------------------------------------------------------- | -------- | -------- |
|      | Lettonia   | Elīna Ieva Vītola Kristers Aparjods Mārtiņš Bots / Roberts Plūme             | 2'47"101 |          |
|      | Germania   | Natalie Geisenberger Johannes Ludwig Toni Eggert / Sascha Benecken           | 2'47"228 | +0"127   |
|      | Russia     | Tat'jana Ivanova Roman Repilov Andrej Bogdanov / Jurij Prochorov             | 2'47"776 | +0"675   |
| 4    | Italia     | Andrea Vötter Dominik Fischnaller Emanuel Rieder / Simon Kainzwaldner        | 2'48"226 | +1"125   |
| 5    | Ucraina    | Olena Stec'kiv Anton Dukač Ihor Stachiv / Andrij Lysec'kyj                   | 2'49"970 | +2"869   |
| 6    | Polonia    | Klaudia Domaradzka Mateusz Sochowicz Wojciech Chmielewski / Jakub Kowalewski | 2'49"994 | +2"893   |
| 7    | Slovacchia | Katarína Šimoňáková Jozef Ninis Tomáš Vaverčák / Matej Zmij                  | 2'50"287 | +3"186   |
| 8    | Rep. Ceca  | Anna Čežíková Michael Lejsek Filip Vejdělek / Zdeněk Pěkný                   | 2'52"558 | +5"457   |
| DSQ  | Austria    | Madeleine Egle Wolfgang Kindl Thomas Steu / Lorenz Koller                    | –        | –        |

## Medagliere
| Pos.   | Nazione  | Oro | Argento | Bronzo | Totale |
| ------ | -------- | --- | ------- | ------ | ------ |
| 1      | Germania | 2   | 2       | 0      | 4      |
| 2      | Lettonia | 1   | 1       | 2      | 4      |
| 3      | Austria  | 1   | 1       | 1      | 3      |
| 4      | Russia   | 0   | 0       | 1      | 1      |
| Totale | Totale   | 4   | 4       | 4      | 12     |